# 2092 Sumiana
2092 Sumiana è un asteroide della fascia principale. Scoperto nel 1969, presenta un'orbita caratterizzata da un semiasse maggiore pari a 2,8491579 UA e da un'eccentricità di 0,0277485, inclinata di 3,07550° rispetto all'eclittica.

## Curiosità
L'asteroide è dedicato a Sumy, città dell'Ucraina.